# Eksund
Eksund – miejscowość (tätort) w Szwecji, w regionie administracyjnym (län) Östergötland, w gminie Norrköping.
Według danych Szwedzkiego Urzędu Statystycznego liczba ludności wyniosła: 500 (31 grudnia 2015), 501 (31 grudnia 2018) i 495 (31 grudnia 2019).